# Coen de Koning
Coenradus Cornelis Josephus „Coen“ de Koning (* 30. März 1879 in Edam; † 29. Juli 1954 in Breda) war ein niederländischer Eisschnellläufer.
De Koning wurde 1905 in Groningen bei seiner einzigen Teilnahme an Mehrkampfweltmeisterschaften Weltmeister. Er siegte dabei über 1500, 5000 und 10.000 Meter. Er nahm außerdem an den Europameisterschaften 1904 und 1906 in Davos teil. Dort belegte er den zweiten bzw. dritten Platz. Allerdings wurden für diese Platzierungen zu dieser Zeit keine Medaillen vergeben.
De Koning gewann 1912 und 1917 die Elfstedentocht, das bedeutendste Natureis-Langstreckenrennen im Eisschnelllauf.
Sein Neffe Aad de Koning startete ebenfalls als Eisschnellläufer. 